# 福爾納切山
46°07′26″N 10°40′31″E / 46.12385°N 10.67537°E
福爾納切山（義大利語：Monte Fornace），是意大利的山峰，位於該國北部，由倫巴第大區負責管轄，屬於阿達梅洛-普雷薩內拉阿爾卑斯山脈的一部分，海拔高度2,488米，每年平均降雨量1,357毫米。